# Rocca Santo Stefano
Rocca Santo Stefano ist eine Gemeinde in der Metropolitanstadt Rom in der italienischen Region Latium mit 912 Einwohnern (Stand 31. Dezember 2023). Sie liegt 60 km östlich von Rom.

## Geographie
Rocca Santo Stefano liegt auf einem Hügel zwischen den Monti Ruffi und den Monti Ernici. Die Gemeinde ist Mitglied der Comunità Montana Valle dell’Aniene.

## Bevölkerung
| 1871 | 1901 | 1921 | 1951 | 1971 | 1991 | 2001 |
| ---- | ---- | ---- | ---- | ---- | ---- | ---- |
| 912  | 1098 | 1418 | 1797 | 1291 | 1014 | 1009 |

## Politik
Sandro Runieri (Lista Civica: Uniti Per Un Futuro) wurde am 5. Juni 2016 zum Bürgermeister gewählt.